# ICE Hockey League 2021/22
Die Saison 2021/22 der ICE Hockey League war die zweite Spielzeit der Österreichischen Eishockeyliga unter internationaler Beteiligung unter diesem Namen. Die auf 14 Mannschaften aus sechs Ländern aufgestockte Liga begann im September 2021 und endete am 11. April 2022 mit dem siebenten Titelgewinn des EC Red Bull Salzburg. Offizieller Name der Liga ist aus Sponsoringgründen win2day ICE Hockey League.

## Im Vorfeld
Nachdem zuletzt elf Clubs an der Liga teilgenommen hatten, hatten sich fünf Clubs um die Aufnahme in die ICE HL beworben. Am 3. März 2021 entschied die Generalversammlung der ICE HL die Aufnahme dreier Clubs. Wiederaufgenommen wurde der tschechische Club Orli Znojmo. Mit dem slowenischen Club HK Olimpija wurde der Nachfolgeverein des HDD Olimpija Ljubljana aufgenommen, der von 2007 bis 2017 in der damaligen EBEL vertreten war. Mit dem HC Pustertal wird neben dem HC Bozen ein zweiter Verein aus Südtirol in der Liga starten. Nicht aufgenommen wurde die VEU Feldkirch, Nachfolgeverein des neunmaligen österreichischen Meisters VEU Feldkirch. Ljubljana, Pustertal und Feldkirch spielen aktuell in der AlpsHL. Der EHV Linz hatte einige Tage vor der Entscheidung seine Bewerbung zurückgezogen.

### Modus
Bedingt durch die 14 teilnehmenden Mannschaften wurde eine größere Änderung des Modus notwendig. Die Zwischenrunde wurde gestrichen. Dem Grunddurchgang mit zwei Hin- und Rückrunden folgt erstmals ein Pre-Playoff. Dabei werden von den Teams auf den Rängen 7 bis 10 in "best-of-3"-Serien die letzten 2 Startplätze des Playoffs mit insgesamt 8 Mannschaften ausgespielt.
Die Playoffs werden in Modus "best-of-7" gespielt.
Aufgrund des Ausstieges der Bratislava Capitals in Folge der Todesfälle um Boris Sádecký und Manager Dušan Pašek junior, entschied die Sonderkommission ab 16. November die Wertung des Grunddurchgangs auf das Punkteschnitt-System umzustellen.

### Teilnehmer
| Klub                 | Ort            | Heimarena                      | Kapazität | Saison 2020/21             |
| -------------------- | -------------- | ------------------------------ | --------- | -------------------------- |
| HC Bozen             | Bozen          | Eiswelle                       | 07.200    | 1., 1., Vizemeister        |
| Bratislava Capitals  | Bratislava     | Zimný štadión Ondreja Nepelu   | 10.055    | 7., 2. Qu., Viertelfinale  |
| HC Pustertal         | Bruneck        | Arena Bruneck                  | 03.100    | AlpsHL Viertelfinale       |
| Dornbirn Bulldogs    | Dornbirn       | Messestadion Dornbirn          | 04.270    | 6., 1. Qu., Viertelfinale  |
| Graz 99ers           | Graz           | Merkur-Eisstadion              | 04.126    | 8., 6. Qu.                 |
| HC Innsbruck         | Innsbruck      | Tiroler Wasserkraft Arena      | 03.058    | 9., 5. Quali.              |
| EC KAC               | Klagenfurt     | Stadthalle Klagenfurt          | 05.088    | 2., 2., Meister            |
| Black Wings Linz     | Linz           | KeineSorgen EisArena           | 04.863    | 11., 4. Quali.             |
| HK Olimpija          | Ljubljana      | Hala Tivoli                    | 05.000    | AlpsHL Meister             |
| EC Red Bull Salzburg | Salzburg       | Eisarena Salzburg              | 03.400    | 5., 3., Halbfinale         |
| Fehérvár AV19        | Székesfehérvár | Ifjabb Ocskay Gábor Jégcsarnok | 03.500    | 3., 5., Viertelfinale      |
| EC VSV               | Villach        | Stadthalle Villach             | 04.500    | 10., 3. Qu., Viertelfinale |
| Vienna Capitals      | Wien           | Steffl Arena                   | 07.022    | 4., 4., Halbfinale         |
| Orli Znojmo          | Znojmo         | Nevoga Arena                   | 04.800    | 2. CHL (abgebrochen)       |

### Trainer
|            | Mannschaft           | Trainer |
| ---------- | -------------------- | --- |
| Osterreich | Dornbirn Bulldogs    | Kai Suikkanen |
| Osterreich | EC Red Bull Salzburg | Matt McIlvane |
| Osterreich | Black Wings Linz     | Dan Ceman (bis 1. November 2021), Jürgen Penker (interimistisch) Raimo Summanen (ab 22. November 2021 bis 10. Februar 2022) Mark Szücs (ab 10. Februar 2022) |
| Ungarn     | Fehérvár AV19        | Kevin Constantine |
| Osterreich | Graz 99ers           | Jens Gustafsson |
| Italien    | HC Bozen             | Doug Mason (bis 30. November 2021) Fabio Armani (interimistisch) Greg Ireland (ab 11. Dezember 2021)                                                         |
| Osterreich | HC Innsbruck         | Mitch O’Keefe |
| Osterreich | EC KAC               | Petri Matikainen |
| Slowakei   | Bratislava Capitals  | Peter Draisaitl |
| Osterreich | Vienna Capitals      | Dave Barr |
| Osterreich | EC VSV               | Rob Daum |
| Italien    | HC Pustertal         | Luciano Basile (bis 9. November 2021) Raimo Helminen (ab 15. November 2021)                                                                                  |
| Slowenien  | HK Olimpija          | Mitja Šivic |
| Tschechien | Orli Znojmo          | Jiří Beroun (bis 9. November 2021, von da an Assistenztrainer) Glen Hanlon (ab 9. November 2021)                                                             |

## Hauptrunde
Am 29. Oktober 2021 kam es in Dornbirn zu einem Spielabbruch, nachdem mit Boris Sádecký ein Spieler der Gastmannschaft Bratislava Capitals mit einem Herzstillstand zu Boden ging und anschließend reanimiert und ins Krankenhaus gebracht werden musste, wo er am 3. November verstarb. Zwei Tage später nahm sich Bratislava-Manager Dušan Pašek junior das Leben. Er hinterließ einen Abschiedsbrief, in dem er die Verantwortung für Sádeckýs Tod übernahm, da er ihn zum Spielen gedrängt habe, obwohl dieser seit längerer Zeit über Unwohlsein geklagt habe. Bei nachfolgenden Untersuchungen wurde bei Sádecký eine Herzmuskelentzündung festgestellt, die möglicherweise die Spätfolge einer SARS-CoV-2-Infektion von Oktober 2020 gewesen war. Die Bratislava Capitals beendeten die Saison in Folge dieser Ereignisse vorzeitig und schieden aus dem Spielbetrieb aus. Die Tabelle wurde daraufhin aufgrund der unterschiedlichen Spielanzahl der Mannschaften auf eine Wertung nach dem Punkteschnitt umgestellt.

### Kreuztabelle
| Heimmannschaft | Gastmannschaft      | Gastmannschaft      | Gastmannschaft      | Gastmannschaft      | Gastmannschaft  | Gastmannschaft | Gastmannschaft | Gastmannschaft  | Gastmannschaft | Gastmannschaft      | Gastmannschaft | Gastmannschaft | Gastmannschaft      | Gastmannschaft |
| --- | ------------------- | ------------------- | ------------------- | ------------------- | --------------- | -------------- | -------------- | --------------- | -------------- | ------------------- | -------------- | -------------- | ------------------- | -------------- |
| Heimmannschaft | KAC                 | HCB                 | RBS                 | VIC                 | VSV             | BRC            | AVS            | DEC             | BWI            | HCI                 | G99            | HKO            | PUS                 | ZNO            |
| KAC | –                   | 4:2 5:0 1           | 2:3 n. V. 4:5       | 5:0 0:2             | 9:1 6:0         | 2:3 n. P. −:−  | 3:1 0:7        | 4:3 n. V. 1:2   | 5:6 n. V. 4:1  | 6:2 1:4             | 1:4 4:2        | 2:3 3:1        | 1:3 4:5             | 2:0 0:1 n. P.  |
| HCB | 1:0 3:2             | –                   | 1:3 −:− 2           | 1:2 7:4             | 3:2 n. P. −:− 2 | 3:5 −:−        | 4:3 3:2        | 2:5 4:3 n. V.   | 3:1 4:1        | 2:5 3:0             | 3:2 5:2        | 2:6 −:− 2      | 2:3 2:3 n. V.       | 5:4 3:1        |
| RBS | 2:3 n. P. 3:0       | 0:3 1:4             | –                   | 1:0 n. P. 3:2 n. V. | 4:3 5:2         | 5:2 −:−        | 3:0 8:2        | 5:6 3:1         | 4:3 7:1        | 6:3 −:− 2           | 2:0 2:3 n. V.  | 2:3 n. P. 2:3  | 2:1 n. V. 3:4 n. P. | 5:3 3:1        |
| VIC | 0:2 2:3 n. P.       | 5:3 1:2 n. V.       | 3:2 3:5             | –                   | 1:2 0:5 1       | 5:1 −:−        | 3:4 5:2        | 4:0 5:0 1       | 5:4 6:3        | 3:0 5:3             | 4:2 1:0        | 0:1 4:0        | 4:3 n. V. 3:0       | 3:2 4:2        |
| VSV | 0:4 4:3 n. V.       | 6:5 n. V. 4:3 n. V. | 2:4 3:2             | 7:1 −:− 2           | –               | −:−            | 2:3 n. V. 5:3  | 5:1 5:0         | 2:0 3:4        | 2:3 n. V. 3:2 n. P. | 8:3 9:7        | 3:4 4:2        | 2:3 −:− 2           | 6:1 6:2        |
| BRC | 6:2 −:−             | −:−                 | 0:1 n. V. −:−       | −:−                 | 0:5 −:−         | –              | −:−            | 5:2 −:−         | 3:1 −:−        | −:−                 | 1:5 −:−        | −:−            | 2:3 −:−             | −:−            |
| AVS | 2:3 n. V. 2:1 n. P. | 3:1 5:0 1           | 3:4 n. P. 3:2       | 3:2 3:1             | 5:1 3:2         | −:−            | –              | 1:3 3:4         | 6:1 2:3        | 3:5 4:2             | 3:1 2:6        | 4:2 5:2        | 5:2 5:4 n. V.       | 5:1 7:1        |
| DEC | 2:1 n. P. 2:3 n. V. | 3:5 2:4             | 3:2 n. P. −:− 2     | 3:0 2:3             | 2:6 4:6         | −:−            | 3:6 5:8        | –               | 2:3 n. P. 0:3  | 4:5 n. V. 2:5       | 2:6 2:1        | 3:4 2:4        | 0:4 5:0             | 1:5 1:6        |
| BWI | 2:3 n. P. 2:5       | 3:4 n. V. 1:5       | 0:4 1:4             | 4:5 n. P. 2:3 n. P. | 3:4 n. V. 5:7   | −:−            | 0:4 3:6        | 4:5 n. V. 5:0 1 | –              | 1:2 n. V. 3:2       | 1:2 0:6        | 4:3 n. V. 5:1  | 4:3 1:0             | 0:3 1:3        |
| HCI | 3:6 0:4             | 1:4 4:3 n. P.       | 1:4 3:1             | 3:2 2:3             | 3:6 2:4         | 1:5 −:−        | 1:4 0:4        | 6:3 1:5         | 5:2 4:3        | –                   | 2:3 2:1        | 4:3 5:1        | 2:4 6:3             | 2:1 6:3        |
| G99 | 4:3 n. V. −:− 2     | 4:0 4:1             | 4:5 n. P. 3:2 n. P. | 3:0 0:2             | 4:3 3:6         | 5:6 n. V. −:−  | 3:1 4:1        | 2:3 n. V. 4:3   | 2:0 4:1        | 2:3 3:2             | –              | 3:6 4:1        | 5:2 2:0             | 1:2 −:− 2      |
| HKO | 1:5 1:0             | 3:2 −:− 2           | 1:0 2:7             | 5:4 n. P. 5:2       | 6:0 2:4         | −:−            | 1:2 1:4        | 1:3 5:3         | 6:3 3:0        | 3:4 n. V. 2:3       | 5:2 7:2        | –              | 5:3 2:4             | 6:4 0:8        |
| PUS | 1:4 4:2             | 1:2 6:2             | 3:4 n. V. 2:3 n. V. | 0:3 2:5             | 2:3 n. V. 4:6   | −:−            | 4:3 n. P. 7:3  | 2:1 n. P. 5:2   | 7:3 3:1        | 3:4 3:2             | 3:2 3:0        | 3:2 0:3        | –                   | 2:4 6:1        |
| ZNO | 6:0 3:2 n. P.       | 10:2 5:2            | 3:1 2:5             | 5:4 5:3             | 2:5 3:4         | 5:3 −:−        | 6:3 5:2        | 2:1 n. V. 7:4   | 4:1 7:4        | 2:6 3:2             | 9:3 3:4 n. P.  | 4:3 n. V. 3:5  | 3:4 n. P. 2:3 n. V. | –              |
| V – Sieg nach Verlängerung; P – Sieg nach Penaltyschießen 1 Spiel wurde von der Liga strafverifiziert 2 Spiel wurde aufgrund von medizinischen Vorsichtsmaßnahmen nicht ausgetragen |                     |                     |                     |                     |                 |                |                |                 |                |                     |                |                |                     |                |

### Tabelle der Hauptrunde
Erläuterungen: Direkte Qualifikation für die Play-offs, Erste Play-off-Runde, Saison beendet
| Rang | Team                 | SP | S  | N  | OTS | OTN | T   | GT  | TVH | PKT | PKT Ø |
| ---- | -------------------- | -- | -- | -- | --- | --- | --- | --- | --- | --- | ----- |
| 1    | EC Red Bull Salzburg | 49 | 24 | 10 | 9   | 6   | 162 | 109 | +53 | 96  | 1,959 |
| 2    | EC VSV               | 47 | 23 | 14 | 6   | 3   | 180 | 147 | +33 | 87  | 1,851 |
| 3    | Fehérvár AV19        | 48 | 24 | 17 | 3   | 3   | 165 | 133 | +32 | 84  | 1,750 |
| 4    | Vienna Capitals      | 48 | 22 | 16 | 3   | 5   | 132 | 122 | +10 | 80  | 1,667 |
| 5    | HC Pustertal         | 49 | 20 | 17 | 6   | 6   | 146 | 139 | +7  | 78  | 1,592 |
| 6    | HK Olimpija          | 46 | 22 | 19 | 2   | 3   | 136 | 140 | −4  | 73  | 1,587 |
| 7    | Orli Znojmo          | 48 | 21 | 20 | 4   | 3   | 168 | 151 | +17 | 74  | 1,542 |
| 8    | EC KAC               | 49 | 17 | 16 | 6   | 9   | 139 | 117 | +22 | 75  | 1,531 |
| 9    | HC Bozen             | 46 | 19 | 17 | 4   | 4   | 125 | 143 | −18 | 69  | 1,500 |
| 10   | Graz 99ers           | 48 | 20 | 21 | 4   | 3   | 142 | 137 | +5  | 71  | 1,479 |
| 11   | HC Innsbruck         | 49 | 19 | 24 | 5   | 1   | 142 | 156 | −14 | 68  | 1,388 |
| 12   | Dornbirn Bulldogs    | 48 | 10 | 25 | 4   | 7   | 118 | 181 | −63 | 45  | 0,938 |
| 13   | Black Wings Linz     | 49 | 7  | 31 | 3   | 7   | 108 | 185 | −77 | 37  | 0,755 |

Legende: Sp = Spiele, S = Siege, N = Niederlagen, SNV = Siege nach Verlängerung, NNV = Niederlage nach Verlängerung, T = Tore, GT = Gegentore, TVH = Torverhältnis, PKT = Punkte, PKT Ø = Punkteschnitt;

### Topscorer
| Spieler              | Mannschaft                            | Sp | T  | V  | P  | SM | +/− |
| -------------------- | ------------------------------------- | -- | -- | -- | -- | -- | --- |
| Peter Schneider      | EC Red Bull Salzburg                  | 45 | 28 | 24 | 52 | 6  | +19 |
| Radek Prokeš         | Orli Znojmo                           | 47 | 25 | 26 | 51 | 12 | +19 |
| Anthony Luciani      | Orli Znojmo                           | 48 | 17 | 34 | 51 | 16 | −3  |
| Scott Kosmachuk      | EC VSV                                | 46 | 26 | 24 | 50 | 42 | +17 |
| Tim McGauley         | HC Innsbruck                          | 47 | 19 | 31 | 50 | 55 | −2  |
| John Hughes          | EC VSV                                | 45 | 18 | 31 | 49 | 16 | +18 |
| Brian Lebler         | Black Wings Linz/EC Red Bull Salzburg | 48 | 26 | 21 | 47 | 48 | −11 |
| T. J. Brennan        | EC Red Bull Salzburg                  | 48 | 20 | 27 | 47 | 22 | +33 |
| Michael Huntebrinker | HC Innsbruck                          | 45 | 13 | 34 | 47 | 8  | +6  |
| Johan Harju          | HC Pustertal                          | 49 | 19 | 26 | 45 | 18 | +3  |

### Torhüter
| Spieler                 | Mannschaft           | Spiele | GAA  | Fangquote |
| ----------------------- | -------------------- | ------ | ---- | --------- |
| Christian Engstrand     | Graz 99ers           | 21     | 1,85 | 93,1 %    |
| Jean-Philippe Lamoureux | EC Red Bull Salzburg | 17     | 2,05 | 92,7 %    |
| Bernhard Starkbaum      | Vienna Capitals      | 24     | 2,23 | 92,5 %    |
| Atte Tolvanen           | EC Red Bull Salzburg | 27     | 1,97 | 92,4 %    |
| Tomas Sholl             | HC Pustertal         | 47     | 2,67 | 92,3 %    |

## Play-offs

### Play-off-Baum
| Qualifikation                                                 | Qualifikation                                                 | Qualifikation                                                 |                                                               | Viertelfinale                                                 | Viertelfinale                                                 | Viertelfinale                                                 |                                                               | Halbfinale                                                    | Halbfinale                                                    | Halbfinale                                                    |   |                      | Finale        | Finale | Finale |
|                                                               |                                                               |                                                               |                                                               |                                                               |                                                               |                                                               |                                                               |                                                               |                                                               |                                                               |   |                      |               |        |        |
|                                                               |                                                               |                                                               |                                                               | 1                                                             | EC Red Bull Salzburg                                          | 4                                                             |                                                               |                                                               |                                                               |                                                               |   |                      |               |        |        |
| 7                                                             | Orli Znojmo                                                   | 0                                                             |                                                               |                                                               |                                                               |                                                               |                                                               |                                                               |                                                               |                                                               |   |                      |               |        |        |
| 7                                                             | Orli Znojmo                                                   | 2                                                             |                                                               |                                                               |                                                               | 1                                                             | EC Red Bull Salzburg                                          | 4                                                             |                                                               |                                                               |   |                      |               |        |        |
| 10                                                            | Graz99ers                                                     | 0                                                             | 4                                                             | Vienna Capitals                                               | 0                                                             |                                                               |                                                               |                                                               |                                                               |                                                               |   |                      |               |        |        |
|                                                               |                                                               |                                                               | 2                                                             | EC VSV                                                        | 4                                                             |                                                               |                                                               |                                                               |                                                               |                                                               |   |                      |               |        |        |
| 6                                                             | HK Olimpija                                                   | 3                                                             |                                                               |                                                               |                                                               |                                                               |                                                               |                                                               |                                                               |                                                               |   |                      |               |        |        |
| (Die Teams werden nach den ersten beiden Runden neu gesetzt.) | (Die Teams werden nach den ersten beiden Runden neu gesetzt.) | (Die Teams werden nach den ersten beiden Runden neu gesetzt.) | (Die Teams werden nach den ersten beiden Runden neu gesetzt.) | (Die Teams werden nach den ersten beiden Runden neu gesetzt.) | (Die Teams werden nach den ersten beiden Runden neu gesetzt.) | (Die Teams werden nach den ersten beiden Runden neu gesetzt.) | (Die Teams werden nach den ersten beiden Runden neu gesetzt.) | (Die Teams werden nach den ersten beiden Runden neu gesetzt.) | (Die Teams werden nach den ersten beiden Runden neu gesetzt.) | (Die Teams werden nach den ersten beiden Runden neu gesetzt.) | 1 | EC Red Bull Salzburg | 4             |        |        |
| (Die Teams werden nach den ersten beiden Runden neu gesetzt.) | (Die Teams werden nach den ersten beiden Runden neu gesetzt.) | (Die Teams werden nach den ersten beiden Runden neu gesetzt.) | (Die Teams werden nach den ersten beiden Runden neu gesetzt.) | (Die Teams werden nach den ersten beiden Runden neu gesetzt.) | (Die Teams werden nach den ersten beiden Runden neu gesetzt.) | (Die Teams werden nach den ersten beiden Runden neu gesetzt.) | (Die Teams werden nach den ersten beiden Runden neu gesetzt.) | (Die Teams werden nach den ersten beiden Runden neu gesetzt.) | (Die Teams werden nach den ersten beiden Runden neu gesetzt.) | (Die Teams werden nach den ersten beiden Runden neu gesetzt.) |   | 3                    | Fehérvár AV19 | 0      |        |
|                                                               |                                                               |                                                               |                                                               | 3                                                             | Fehérvár AV19                                                 | 4                                                             |                                                               |                                                               |                                                               |                                                               |   |                      |               |        |        |
| 5                                                             | HC Pustertal                                                  | 0                                                             |                                                               |                                                               |                                                               |                                                               |                                                               |                                                               |                                                               |                                                               |   |                      |               |        |        |
| 8                                                             | EC KAC                                                        | 2                                                             |                                                               |                                                               |                                                               | 2                                                             | EC VSV                                                        | 1                                                             |                                                               |                                                               |   |                      |               |        |        |
| 9                                                             | HC Bozen                                                      | 0                                                             | 3                                                             | Fehérvár AV19                                                 | 4                                                             |                                                               |                                                               |                                                               |                                                               |                                                               |   |                      |               |        |        |
|                                                               |                                                               |                                                               | 4                                                             | Vienna Capitals                                               | 4                                                             |                                                               |                                                               |                                                               |                                                               |                                                               |   |                      |               |        |        |
| 8                                                             | EC KAC                                                        | 3                                                             |                                                               |                                                               |                                                               |                                                               |                                                               |                                                               |                                                               |                                                               |   |                      |               |        |        |

### Qualifikation
Die Qualifikationsspiele werden im Modus „Best of Three“ ausgetragen und fanden am 2. und 4. März 2022 statt.
|                         | Serie | 1                              | 2                              |   |
| ----------------------- | ----- | ------------------------------ | ------------------------------ | - |
| Orli Znojmo – Graz99ers | 2:0   | 3:2 n. V. (1:1, 1:1, 0:0, 1:0) | 5:4 n. V. (2:0, 0:2, 2:2, 1:0) | – |
| EC KAC – HC Bozen       | 2:0   | 3:2 n. V. (0:1, 0:0, 2:1, 1:0) | 7:0 (1:0, 1:0, 5:0)            | – |

### Viertelfinale
Die Viertelfinalspiele werden im Modus Best-of-Seven ausgetragen und fanden am 9., 11., 13., 15., 18., 20. und 22. März 2022 statt.
|                                    | Serie | 1                              | 2                   | 3                   | 4                   | 5                              | 6                              | 7                   |
| ---------------------------------- | ----- | ------------------------------ | ------------------- | ------------------- | ------------------- | ------------------------------ | ------------------------------ | ------------------- |
| EC Red Bull Salzburg – Orli Znojmo | 4:0   | 3:1 (2:0, 0:0, 1:1)            | 3:2 (1:1, 0:0, 2:1) | 5:3 (2:1, 1:1, 2:1) | 1:0 (1:0, 0:0, 0:0) | –                              | –                              | –                   |
| EC VSV – HK Olimpija               | 4:3   | 4:6 (1:2, 1:3, 2:1)            | 4:3 (1:1, 2:1, 1:1) | 8:5 (1:1, 4:3, 3:1) | 5:2 (2:0, 1:2, 2:0) | 6:8 (3:4, 1:2, 2:2)            | 2:3 n. V. (0:2, 1:0, 1:0, 0:1) | 4:1 (2:1, 1:0, 1:0) |
| Fehérvár AV19 – HC Pustertal       | 4:0   | 8:1 (5:0, 1:0, 2:1)            | 6:2 (2:2, 1:0, 3:0) | 5:2 (3:1, 1:1, 1:0) | 5:4 (0:3, 4:0, 1:1) | –                              | –                              | –                   |
| Vienna Capitals – EC KAC           | 4:3   | 1:2 n. V. (0:0, 0:1, 1:0, 0:1) | 4:1 (1:1, 1:0, 2:0) | 5:3 (0:1, 2:0, 3:2) | 3:2 (2:2, 0:0, 1:0) | 2:3 n. V. (1:0, 1:1, 0:1, 0:1) | 3:5 (2:3, 0:1, 1:1)            | 3:2 (1:1, 0:1, 2:0) |

### Halbfinale
Die Halbfinalspiele werden im Modus Best-of-Seven ausgetragen und fanden am 24., 26., 28., 30. März sowie am 1. April 2022 statt.
|                                        | Serie | 1                              | 2                              | 3                   | 4                              | 5                   | 6 | 7 |
| -------------------------------------- | ----- | ------------------------------ | ------------------------------ | ------------------- | ------------------------------ | ------------------- | - | - |
| EC Red Bull Salzburg – Vienna Capitals | 4:0   | 4:1 (3:1, 0:0, 1:0)            | 3:2 n. V. (0:0, 0:2, 2:0, 1:0) | 4:0 (1:0, 3:0, 0:0) | 5:1 (1:1, 2:0, 2:0)            | –                   | – | – |
| EC VSV – Fehérvár AV19                 | 1:4   | 3:2 n. V. (0:2, 2:0, 0:0, 1:0) | 3:6 (1:2, 0:3, 2:1)            | 0:4 (0:1, 0:2, 0:1) | 4:5 n. V. (1:3, 2:1, 1:0, 0:1) | 1:4 (0:0, 1:2, 0:2) | – | – |

### Finale
Die Finalspiele werden im Modus Best-of-Seven ausgetragen und finden am 5., 7., 9., 11., 13., 16. und 18. April 2022 statt.
|                                      | Serie | 1                              | 2                   | 3                   | 4                   | 5 | 6 | 7 |
| ------------------------------------ | ----- | ------------------------------ | ------------------- | ------------------- | ------------------- | - | - | - |
| EC Red Bull Salzburg – Fehérvár AV19 | 4:0   | 2:1 n. V. (1:1, 0:0, 0:0, 1:0) | 5:3 (1:1, 2:1, 2:1) | 2:1 (0:0, 1:1, 1:0) | 3:1 (1:1, 1:0, 1:0) | – | – | – |

### Topscorer
| Spieler         | Mannschaft    | Sp | T | V  | P  | SM | +/− |
| --------------- | ------------- | -- | - | -- | -- | -- | --- |
| János Hári      | Fehérvár AV19 | 13 | 8 | 12 | 20 | 2  | +15 |
| John Hughes     | EC VSV        | 10 | 2 | 15 | 17 | 2  | +4  |
| Anže Kuralt     | Fehérvár AV19 | 13 | 2 | 14 | 16 | 4  | +12 |
| Scott Kosmachuk | EC VSV        | 12 | 7 | 6  | 13 | 16 | −3  |
| Anton Karlsson  | EC VSV        | 12 | 7 | 6  | 13 | 2  | +0  |

### Torhüter
| Spieler                 | Mannschaft           | Spiele | GAA  | Fangquote |
| ----------------------- | -------------------- | ------ | ---- | --------- |
| Atte Tolvanen           | EC Red Bull Salzburg | 8      | 1,16 | 95,2 %    |
| Jean-Philippe Lamoureux | EC Red Bull Salzburg | 4      | 1,50 | 94,2 %    |
| Pavel Kantor            | Orli Znojmo          | 6      | 2,58 | 93,2 %    |